# Шестовицький заказник
Шестови́цький зака́зник — ландшафтний заказник місцевого значення в Україні. Розташований у межах Чернігівського району Чернігівської області, на південний захід від міста Чернігів до сіл Шестовиця і Слабин. 
Площа 542 га. Статус присвоєно згідно з рішенням Чернігівського облвиконкому від 31.07.1991 року № 159. Перебуває у віданні ДП «Чернігівське лісове господарство» (Чернігівське л-во, кв. 129-136). 
Статус присвоєно для збереження кількох невеликих лісових масивів, що зростають на правобережній заплаві річки Десна. У деревостані переважають: вільха, осика, верба, тополя.